# Золоті Піски (природний парк)
Природний парк Золоті піски (болг. Природен парк «Златни пясъци») — природний парк на узбережжі Чорного моря, Варненська область, Болгарія.

## Географія
Займає 13,2 квадратного кілометра (5,1 миля2). Парк 9,2 км (5,7 миля) завдовжки і в середньому 1,2 км (0,75 миля) широкий; у 1943 році його було оголошено охоронюваною територією (під назвою Державний ліс Хачука). За критеріями Всесвітньої спілки охорони природи вона входить до п'ятої категорії в списку охоронних територій.

## Флора
Всього флора налічує близько 500 видів рослин. Він вкритий листяними лісами, що складаються з різних видів дуба, включаючи дуб моховий, угорський дуб, болотний білий дуб і граб. Корінна рослинність парку, на відміну від лісів з переважанням дуба, включає густий ліс.
У центрі парку горбисту місцевість займають дуби та супутні їм липа срібляста, ясен звичайний, в'яз ярмовий та клен польовий. Ці ліси включають майже всі породи дерев, характерні для місцевого нижнього ярусу лісу (до 1 000 м (3 300 фут) над рівнем моря), а деяким зразкам (липам, в'язам) понад 100 років. Двохсотлітній явір з обхватом стовбура 4 м (13 фут) є серед орієнтирів. Серед трав'янистих видів найбільш характерні коров'як звичайний, льон ропуховий, реберник.
Густі лісові екосистеми займають меншу та вологішу територію на південному сході. Це листяні породи дерев (ясен кавказький, дуб звичайний, в'яз ярмовий, тополя біла, черешня махалебська), вкриті в'юнкими рослинами: бородою старою, лозою, плющем, хмелем, лозою. Ці ліси дивовижно схожі на тропічні. З трав — хвощ польовий, ірис східний, дика орхідея, зозулинник.
Чагарникові екосистеми займають круті частини парку в місцях з тонким верхнім шаром ґрунту над вапняною кам'яною основою. Серед чагарників переважають бузок, вика звичайна, жасмин, терен христовий. Трави в цих краях переважно посухостійкі. Серед рідкісних видів — полин папоротелистий, ромашка польова, сосна звичайна, що охороняється. Під охороною перебувають ще 20 рідкісних і зникаючих видів (пролісок, примула кавказька, орхідеї тощо).
За час свого багаторічного співжиття з людиною ліс змінився. Частину місцевої рослинності замінив грабовий чагарник. Іншим результатом є наявність культивованих екосистем. З хвойних рослин найпоширеніші сосна чорна, ялиця біла, кипарис, кедр, із листяних — акація, ясен квітковий, тополя біла.

## Тваринний світ
На території парку мешкають 2 види земноводних, 8 видів рептилій, 78 видів птахів і 25 видів ссавців. Водні простори населені земноводними. Серед різноманіття рептилій охоронювані види включають вужа ескулапа, вужа зеленого батога та черепаху. З 78 видів птахів найбільш поширені дрозди, дрозди, синиці, дятли, сойки, канюки. Найпоширенішими хижими птахами є яструб-тетеревятник, філін, пугач. У водоймах гніздяться камишници і зеленоголова качка.
Типовими ссавцями є козуля, кабан, олень благородний, борсук, білка, куниця, заєць.
Існує велика різноманітність комах. Серед найбільш привабливих — жук-олень, а на відкритих місцях метелики — махаон, адмірал, черепаха тощо. Під охороною перебувають рідкісні та зникаючі види тварин — 70 видів птахів (канюк звичайний, яструб- тетеревятник, в'юрк яструбиний, іволга тощо) та 25 видів ссавців (зокрема козуля, кабан, борсук, їжак, куниця біла, кажани).